# 文化街道 (松原市)
文化街道，是中华人民共和国吉林省松原市宁江区下辖的一个乡镇级行政单位。

## 行政区划
文化街道下辖以下地区：
商贸社区、建设社区和实验社区。